# Greenlee megye
Greenlee megye az Amerikai Egyesült Államokban, azon belül Arizona államban található. Megyeszékhelye és legnagyobb városa Clifton. Lakosainak száma 9563 fő (2020. április 1.). Greenlee megye Apache, Graham, Cochise, Hidalgo, Grant és Catron megyékkel határos.

## Népesség
A megye népességének változása:
| Lakosok száma | 8344 | 8594 | 8775 | 9049 | 9529 | 9563 |
|               | 2010 | 2011 | 2012 | 2013 | 2015 | 2020 |